# 台枠
台枠（だいわく）とは、機械装置や車両等の概ね底部にあって、上部構造の重量を支え形を安定させるための構造である。

## 概要
機械装置、車両の構造を維持するためには、自重により加わる力を受け止め、上部構造自体が変形しないように支える必要がある。建築物の土台や基礎に相当するが、最初から地面に固定されて動かない建築物は、地中に埋め込まれた基礎によってその構造を維持することが可能であるのに対し、機械装置は通常、工場で製造後に使用する場所に運んで設置するため、装置単独で構造を維持できなくてはならない。また、床などに設置される際に底部全面で接するとは限らず、いくつかの脚によって支えることがあるから、その場合自重や搭載部品の重量を適切に分散させて脚で支えるような構造が必要である。さらに車両にあっては車輪などの走行機構によって移動するため、自重や旅客、貨物による重量を車輪に対し伝えるような構造が必要になる。
このため、機械装置や車両の底部には堅固な梁を組み合わせた枠状構造、すなわち台枠を配する構造が採用される。また、家具など比較的大型の道具でも底面に台枠に相当する構造を持つことがある。
車両の台枠（車両台枠）のうち、自動車の場合は車台あるいはシャシと呼ぶ。乗用車のような比較的小型の車両は車体全体で強度を支えるモノコックボディを採用することが一般的であり、貨物自動車などの大型車に見られる梁状の車台を持つことは少ない。近年の鉄道車両においても、機関車、貨車といった重い車両は台枠構造を採用するが、客車、電車、気動車は線路の傷みを軽減し、輸送エネルギーを低減するため軽量化が必要であり、箱型車体全体で強度を保つ構造（準張殻構造）が採用される。その場合でも最も重量が加わり、連結器を介して力を伝える必要のある底部には、やはり機械的に堅固な構造を配置することが一般的であり、これらも台枠と呼ばれる。

## 形状
最も単純には、十分な曲げ強度を持った梁を「口」型に組み合わせて支える。装置、車両が細長い形状の場合には中間に梁を渡して梯子型の構造にするなど、装置や車両の仕様に応じて、枠全体の形状や内側に追加する梁の配置に配慮する。
脚を持つ装置の場合、脚を設ける部分には応力が集中するので、周囲を補強する部材を設けて強度を確保する。車両の懸架装置・軸受部や台車の取付部も同様である。

## 鉄道車両の台枠

### 旅客車
木造車両の時代の旅客車では、鋼製の台枠が単独で車体強度を維持しており、車体の垂直部材の妻構（車体の前後端）や側構、車体の屋根部材の屋根構などの車体を構成する構体は木材（欅や米松やチーク材などの堅木）で組み立てられ、台枠の上で自らの強度を保てる範囲で設計された。しかし、台車が2軸車からボギー式の2軸台車や3軸台車となると、木造車体では強度が不充分となり、後に登場した半鋼製車体は、妻構や側構の骨組や屋根構の骨組に鋼材、外板に鋼板を使用し、屋根構の天井材や屋根材、床板や内装材は木材を使用とする車体構造となったが、それらに木材を使用しているため、耐火性に問題があり、より安全性を高めるために、それらの材料にも（座席など一部を除き）鋼材を使用して、すべてを鋼製化した鋼製車体となった。その後の鋼製車体は、台枠や各構体がバラバラに荷重を負担する構造から車体全体の構造部材（台枠のみならず妻構・側構・屋根構の外板や骨組みも含んだ全体）で荷重を負担することで車体の軽量化を図ったモノコック構造となり、その後は、ステンレススチール材やアルミニウム合金を使用するステンレス製車体やアルミ合金製車体が登場しているが、これらの車体にも主要な強度部材は台枠が担う。
台枠は、これらが支える構体や床上に座席などの車内設備品や旅客・貨物などの荷重を支え、床下に吊下される機器類の重量を吊り下げており、台車を介してこれらの重量をレールに伝えるよう、また連結時などの車端衝撃を受けらるように構成されている。連結運転時において、絶えず繰り返し荷重を受ける車体構造上の最も重要な部分であり、重量的にも厚板を使用するため、構体重量に占める割合が大きい部分である。基本的な構造は次のような部材から構成される。
側梁（がわばり、そくばり）外側面の長手方向の梁である。車両の部材中最も長く、中央で大きな曲げ応力を負担する。貨物車や旧型の旅客車では、この部分を垂直方向に膨らませて断面係数を高く取り、曲げ応力に耐えられるようにした構造が見られる。このような形状は、魚の下向きに膨らんだ腹部を思わせることから「魚腹型」と呼ばれる。また、より古い形式の旅客車では、垂直荷重を受けるトラス棒という構造物をその下に設けて下向きのたわみ（垂下、スウェイダウン）をおさえる形で垂直荷重を受けるものもあった。
端梁（はしばり、たんばり）前後端の横方向の梁である。先頭車においては、衝突時に台枠が相手の台枠より上に乗り上げて台枠上の構体を刈り取るように破壊することを防ぐための部材として、「アンチクライマ」が取り付けられることがある。
枕梁（まくらばり）台車を取り付ける部分の横方向の梁である。ボギー台車の心皿はここに取り付けられる。車両の前後にあって車重を台車に伝えるため堅固な部材である。
中梁（なかばり）台枠中央部の縦方向の梁である。特に枕梁から端梁までの中梁は、連結器が取り付けられ、牽引力、ブレーキ力等の前後の力を連結器を介して他の車両との間に伝えるための重要な部材である。
- その他、台枠中央部にも必要な強度に応じて縦方向の中梁や横方向の横梁が設けられ、床の重量を受けたり床下の機器を吊り下げるために用いられる。

各梁はなるべく軽量で、しかも曲げ方向の変形に耐えるよう、断面が四角形の部材や「コ」型の部材（チャンネル）、「工」型の形鋼などが用いられる。アルミニウム合金を使用した車両では、断面形状や断面積、内部のトラス形補強を自由に設定できる押出材（おしだしざい）なども用いられる。

### 車両台枠の重要性
台枠は以上のように鉄道車両の強度を保つための重要な部材であり、モノコック構造の採用以前には頑丈に作られていた。このためもあって、木造車の台枠や走行機器を残して車体を金属製に換装する改造（鋼製化、鋼体化改造）などの工事により旧型車を再生する改造工事が行われたことがある（日本では、軽量化技術が進展する以前の1930年代から、更新用車体でも軽量モノコック構造前提に台枠から新造するのが主流になった1960年代前期にかけての30年ほど、更新工事時の台枠流用事例が多く見られた）。
さらに車体の全金属化が進んだ後でも、旧形電車の台枠に新性能電車の上部構造を載せたモハ72系やモハ62系などの形式が作られたことさえある。前者は後日走行機器をすべて103系のものに置き換えて103系3000番台となったが、台枠は72系当時の設計（103系タイプ車体新造時に同一設計の台枠を新造し置き換えた説がある）のものが残っていた（2005年全廃）。古い時代に設計された台枠はそれ単体であれば軽量化された新世代車両の台枠よりも強度が高いため、重量増加する欠点はあるが車体設計・製作は相対的に簡易となる。この特性を利用して、国鉄オハネ17形寝台客車や近江鉄道220形電車のように鉄道事業者の工場で旧世代台枠流用での簡略な車両内製を図った実例も見られる。
また、台枠が衝突事故などにより破損、変形した場合、再起不能になることが多い。列車衝突事故や踏切事故などに遭った車両で、一見してこの位の損傷なら簡単に直せるだろうと思われても、結果として事故廃車になってしまう場合がある。
こうなる理由としては主なとして追突などで車両同士がめり込んだり、食い込んだりするテレスコーピング現象によって台枠が損傷している、もしくは歪んでいる場合が多い。これは、台枠が歪んだり損傷したりした車両は強度が著しく落ちたり、構体全体が歪んでいるため走らせる事が非常に危険であり、また台枠の構造、役割から切り継ぎや補強による修繕が非常に難しいためである。逆に、車体が大きな損傷を受けていても台枠に大きなダメージがない場合は車体を新造し直すなどして運用に復帰する事がある（復旧の可否は、修繕工事にかかる費用や時間と、その車両の減価償却の度合い＝余命や重要度を勘案して決定される。後の時代になるほど、資材事情改善や人件費高騰によって損傷台枠を流用した工事は不利になり、再生するにしても車体は台枠から新製される事例が増えている）。

### タンク車
通常の貨車の台枠はおおむね旅客車と類似しているが、ボギータンク車においては、モノコック構造のタンク体が一定の強度を有することから、枕梁間の中梁もしくは側梁を省略した形式が数多く登場している。
日本においては、タンク車について枕梁間の側梁および中梁を省略した構造として車体の軽量化（すなわち積載量の増加）を図る研究が進められ、1962年（昭和37年）登場のタキ9900形で実用化された。同形式やタキ43000形などで採用された構造は、「フレームレス構造」と称されている。但し、端梁から枕梁にかけての台枠構造は存在するため、台枠が完全になくなったわけではない。

### 蒸気機関車
蒸気機関車においては、台枠はボイラー等の上からの荷重を支えるだけでなく、動輪を支えてその牽引力を伝達などもするため、旅客車や貨車の台枠とは大きく構造を異にする。構造上板台枠、棒台枠に分かれる。各項目を参照。